# Microrregión de Faxinal
La Microrregión de Faxinal es una de las  microrregiones del estado brasileño del Paraná perteneciente a la mesorregión  Norte Central Paranaense. Su población fue estimada en 2006 por el IBGE en 43.165 habitantes y está dividida en siete municipios. Posee un área total de 2.264,979 km².

## Municipios
- Bom Sucesso
- Borrazópolis
- Cruzmaltina
- Faxinal
- Kaloré
- Marumbi
- Rio Bom

- Datos: Q2667224